# John Rolfe

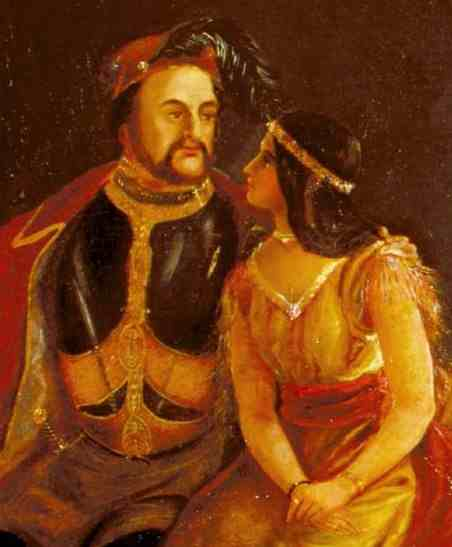
Portret uit 1850 van John Rolfe en Pocahontas

John Rolfe (circa 1585 – 1622) was een Brits ontdekkingsreiziger en een van de eerste Britse kolonisten in Noord-Amerika. Hij is vooral bekend als de echtgenoot van de indiaanse vrouw Pocahontas en het feit dat hij erin slaagde tabak te verbouwen op de plantages van de Britse kolonie in Virginia, zodat dit als exportproduct kon worden gebruikt.
Hoe John Rolfe er precies uitzag is niet bekend daar alle schilderijen over hem pas na zijn dood zijn gemaakt en er geen gedocumenteerde omschrijving is van zijn uiterlijk. In 1961 loofde de Jamestown Foundation of the Commonwealth of Virginia een beloning uit van 500 dollar voor de beste historische informatie omtrent John Rolfes uiterlijk en persoonlijkheid.

## Biografie
Rolfe werd geboren in Heacham, Norfolk, Engeland, als de zoon van John Rolfe en Dorothea Mason. Hij werd gedoopt op 6 mei 1585.
Rolfe en zijn vrouw Sarah Hacker vertrokken in mei 1609 naar de Britse kolonie in Amerika met het derde transportschip dat deze kolonie moest voorzien van nieuwe mensen en voorraden. In deze tijd was er een gespannen situatie omtrent de tabakshandel tussen Spanje en Engeland, daar Spanje de tabaksindustrie vrijwel geheel domineerde door het feit dat zij kolonies had in het zuiden van Amerika, waar tabak beter kon groeien. Rolfe kwam met het idee om toch te proberen tabak te verbouwen in de Britse kolonie om zo de machtspositie van de Spanjaarden te ondermijnen. Hij had enkele zaadjes van de tabaksplant weten te bemachtigen, en nam deze mee op zijn reis.
De reis naar Amerika verliep niet zonder problemen. Door een zware storm raakte Rolfes schip, de Sea Venture, de rest van de vloot kwijt en zonk nabij Bermuda. Rolfe en de andere overlevenden verbleven nadien 10 maanden op Bermuda tot ze twee schepen hadden kunnen bouwen om de reis naar Amerika voort te zetten. Zijn vrouw overleefde het verblijf op Bermuda niet.
In 1611 werd Rolfe de eerste Brit die met succes de gewone tabaksplant wist te laten groeien in Noord-Amerika. Zo veranderde hij in 1612 de Britse kolonie Jamestown (Virginia) in een succesvolle nederzetting. Rolfe noemde zijn tabak "Orinoco", vermoedelijk als eerbetoon aan Sir Walter Raleighs expeditie op de Orinoco. De aantrekkelijkheid van de Orinoco-tabak zat in de nicotine en de sociale waarde bij het gebruik in gezelschap.
In 1614 trouwde Rolfe met Pocahontas, de dochter van de lokale Indianenhoofdman Powhatan. De twee kregen van Powhatan een groot stuk land als huwelijksgeschenk, maar vestigden zich hier nooit. In plaats daarvan woonden ze enkele jaren in een landhuis bij Varina Farms. Hier kregen ze ook hun zoon, Thomas Rolfe. In 1616 reisden Rolfe en Pocahontas naar Engeland, alwaar de twee werden onthaald als edelen. Pocahontas werd in Engeland echter ziek en stierf uiteindelijk. Hun zoon Thomas bleef in Engeland terwijl Rolfe terugkeerde naar de kolonie.
In 1619 trouwde Rolfe met Jane Pierce. Samen kregen ze een dochter, Elizabeth. Zij stierf echter op 15-jarige leeftijd.
Rolfe stierf plotseling in 1622. De exacte doodsoorzaak is niet bekend, maar een veel gehoorde theorie is dat hij zou zijn gedood door leden van de Powhatanstam tijdens het Indiaanse bloedbad van 1622. Er zijn ook bronnen die beweren dat hij aan een ziekte zou zijn overleden.
Thomas Rolfe keerde later terug naar de kolonie, alwaar hij werd geaccepteerd door zowel de kolonisten als de indianen. Hij trouwde met een Britse kolonist.

## John Rolfe in media
- Rolfe wordt gespeeld door Christian Bale in de film The New World uit 2005.
- Een getekende versie van Rolfe is te zien in de Disneyfilm Pocahontas II: Reis naar een Nieuwe Wereld.
- Rolfe werd gespeeld door Robert Clarke in de film Captain John Smith and Pocahontas uit 1953.